# Observatoire de Besançon
L'Observatoire de Besançon est un observatoire astronomique, météorologique et chronométrique, situé dans le quartier de Montrapon-Fontaine-Écu, dans la capitale comtoise, avenue de l'observatoire.
Construit entre 1883 et 1884, il fait l’objet d’une inscription au titre des monuments historiques le 1er août 2005 et d'un classement au titre des monuments historiques le 3 mai 2012.
L'édifice est également labellisé « Patrimoine du XXe siècle » par le ministère de la Culture.

## Histoire

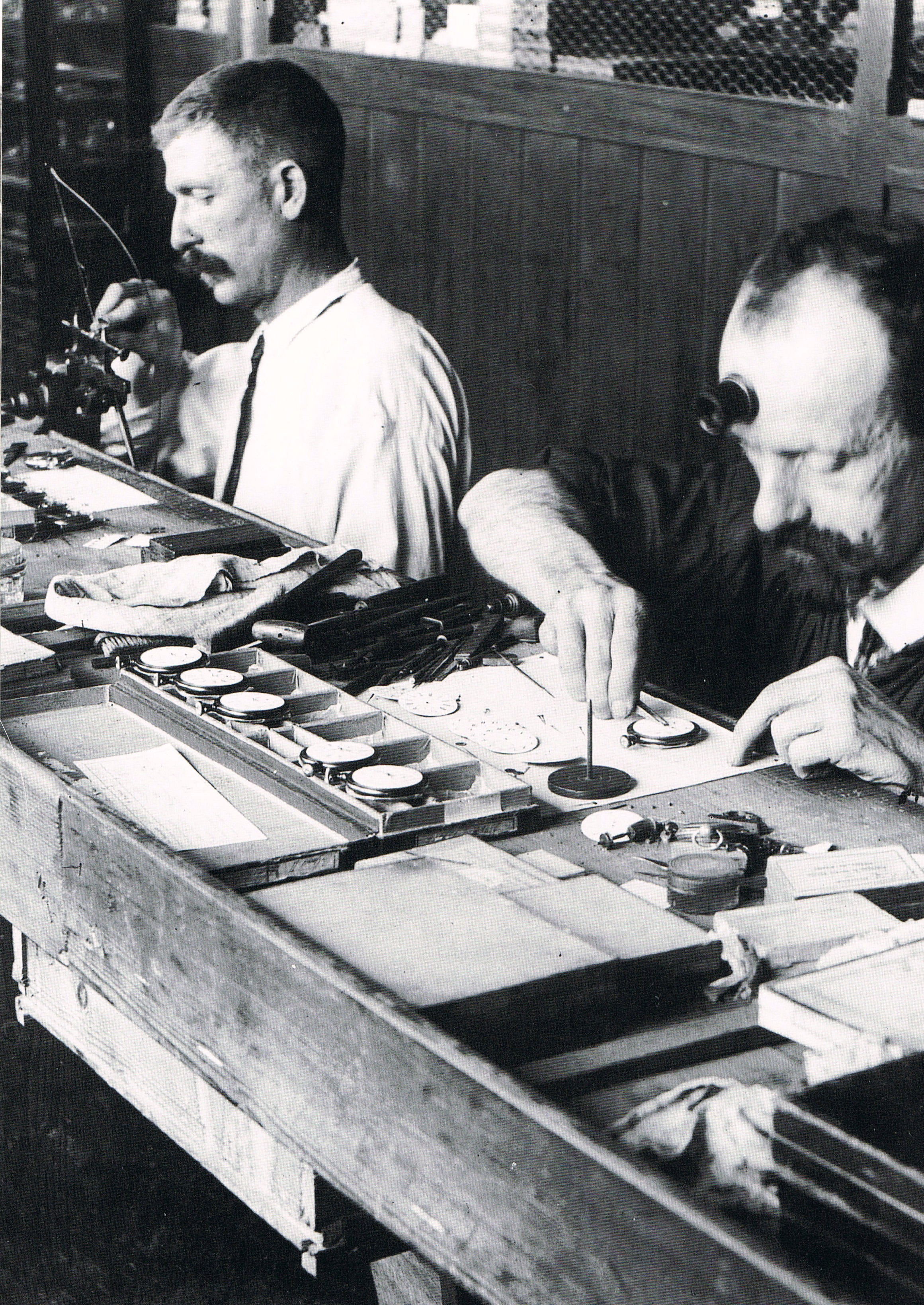
Des ouvriers horlogers bisontins, au début du XXe siècle.

### Contexte
L'industrie horlogère bisontine à la conquête du monde
En 1793, le Genevois Laurent Mégevand (1754-1814) s'installe à Besançon avec 80 confrères afin de fonder le pôle industriel horloger de la ville,,,. L'horlogerie s'enracine et prend de plus en plus d'ampleur pour devenir le principal secteur économique de la ville en moins de cinquante ans, la production s'envolant à partir de la Troisième République : 5 600 pièces en 1847, 100 000 en 1854,, 200 000 en 1860, 373 138 en 1869, 395 000 en 1872, 493 933 en 1882, puis 501 602 en 1883. Ainsi, Besançon contribue à 12 % de la production mondiale de montres en 1874 et à 90 % de la production française en 1880, faisant travailler 5 000 ouvriers spécialisés et 10 000 ouvrières à « temps perdu. » C'est dans ce contexte que la ville doit se doter d'un observatoire afin d'avoir un organisme certificateur indépendant, offrant toute une gamme de services dont le contrôle des montres et la production locale de l’heure exacte.
D'autres fonctions bien utiles à la ville...
Un observatoire chronométrique, inspiré de ceux de Genève et de Neuchâtel est alors orchestré par l'architecte Étienne-Bernard Saint-Ginest. La météorologie (prise en charge par le conseil général du Doubs) et l'astronomie seront également au programme des compétences de cet observatoire, induisant la création d’une chaire à la faculté des sciences.

### Du projet à la construction
L'histoire de l'astronomie est vieille de plusieurs milliers d'années, et fut l’objet de nombreuses recherches scientifiques notamment en France. À Besançon, cette histoire commence dans les années 1870 après que la France a été battue lors de la guerre franco-prussienne de 1870. L'État décide de créer un institut astronomique dans la capitale comtoise, ceci dans un contexte de Revanchisme avec l'Allemagne, notamment dans le domaine culturel. En 1869, la chambre de commerce et d'industrie du Doubs sollicite les plus hautes instances gouvernementales pour établir à Besançon un organisme certificateur indépendant destiné aux nombreux horlogers de la ville. Cette requête est à l'origine du choix de Besançon par le Gouvernement.
L'idée ne prend réellement forme qu'en 1878, lorsque le 11 mars 1878 un décret présidentiel est officiellement rédigé, puis signé le 20 décembre 1878, visant à construire dans la ville un « observatoire astronomique, météorologique et chronométrique ». L'institution est officiellement créée cette année-là. Le 16 janvier 1879, par arrêté ministériel, Jean-François Saint-Loup est nommé premier directeur de l'observatoire. À l' automne 1881, une déclaration de celui-ci fait l'effet d'une véritable bombe, soulevant une vague de protestation au sein du conseil municipal. Il écrit une lettre au maire, expliquant « qu’un simple télescope suffit pour tout matériel, l’astronomie étant une activité accessoire à l’observatoire ». Démissionnaire, il est remplacé par Louis Jules Gruey, qui doit finaliser le projet de construction de l'observatoire,. Les premiers plans sont confiés à Édouard Bérard dès 1879, mais c'est finalement le projet de l'architecte du Département, Étienne-Bernard Saint-Ginest (1831-1888), qui est approuvé le 16 janvier 1883.
Le 27 mai 1882, une convention est signée, entre la ville de Besançon qui s'engage à fournir le terrain et les bâtiments ainsi qu'à payer 4 000 francs au Trésor public pour assurer le service chronométrique, l’État  qui s'acquitte de l'achat des instruments et du paiement du personnel, et le département du Doubs qui subventionne un service météorologique,,. Le Gouvernement n'a cependant pas hésité à laisser le plus de dépenses possible à la ville, c'est ainsi que la Municipalité devait également s'affranchir du prix du matériel, évalué à 130 000 francs.
En collaboration avec Louis Jules Gruey et le Conseil Municipal de Besançon, la réalisation de Saint-Ginest prévoit une orientation stricte, la séparation des fonctions au sein de bâtiments isolés, la recherche d’une stabilité maximum, ou encore choix d’une instrumentation de qualité issue des meilleurs ateliers (atelier Gautier, atelier Fénon...). Le projet de départ prévoit que le bâtiment doit être construit à proximité de la gare de la Viotte, mais cette idée est rapidement abandonnée au profit du site de la Bouloie qui offre plus d'espace et une distance suffisante avec la ville pour ne pas subir la pollution lumineuse.
Les travaux débutent à partir de 1883, et l'observatoire est inauguré le 16 août 1884 bien que des malfaçons importantes nécessitent de lourdes réparations en 1888. Une commission est créée fin 1885, qui comprend cinq membres nommés par la Chambre syndicale des fabricants d'horlogerie. De nombreuses sociétés de la région font appel à lui et l'organisme reçoit un nombre croissant de chronomètres qui sont soumis à son examen. Cependant, on note malgré ses efforts que l'Institution bisontine n'égale pas encore l'observatoire de Genève, du moins en ce qui concerne les pièces de haute précision, bien que la cité soit en progression constante et que la tendance commence à s'inverser à la fin du XIXe siècle.

Cliché réalisé en 1884

### XXesiècle
Un cadran analemmatique connu pour être le 3e plus ancien de ce type au monde, et calculé par Louis Jules Gruey, est construit en 1902. À partir de 1904, Auguste Leboeuf, qui succède à Louis Jules Gruey, fait paysager le parc de l'observatoire. Au nord, sont réunies l'ensemble des activités scientifiques : méridienne et petite méridienne, équatorial coudé, dômes, glacière, bibliothèque, service météorologique puis en 1909, celui de la sismographie... tandis que la partie sud est quant à elle consacrée au logement : maison du directeur, conciergerie ainsi que le dôme de l'équatorial droit. Plusieurs édifices sont bâtis durant les années 1930 : les bâtiments pour les tables vibrantes (1932 ou 1934), l'équatorial Secrétan ou astrographe (en 1938-1939 par les entrepreneurs Pateu et Robert) ou encore les horloges à diapason (en 1939-1940 par l'architecte E.Dampenon). Entre 1970 et 1973, les architectes dijonnais Balme et Rocher bâtissent dans la zone sud les laboratoires et bureaux actuels, qui sont agrandis d'une galerie couverte en 1980-1981. Puis de 1983 à 1984, le bâtiment de météorologie est construit au nord par les parisiens Bourlanges et Madon, du Service technique des Bases aériennes (STBA).

### Aujourd'hui
L'observatoire est le siège de l’OSU-THETA de Franche-Comté/Bourgogne qui fédère plusieurs unités mixte de recherche,:
- L'institut UTINAM.
- Le laboratoire Chrono-Environnement.
- Le laboratoire Bio-Géosciences.
- L'équipe Spectroscopie Moléculaire et Applications du laboratoire Carnot de Bourgogne.
- Le département Temps-Fréquence de l'institut FEMTO-ST.

## Missions de l'observatoire

### Astronomie
Le service astronomique étudie les étoiles dites « fondamentales » qui servent de référence, il définit les taux d'erreurs et de déviations des différents instruments et consacre l'autre partie de son temps à la recherche de petites planètes et de comètes.

#### Astrographe
L’observatoire de Besançon dispose d'une Lunette astronomique faisant partie des meilleures au monde, un instrument sans égal nommé l’astrographe triple Secrétan.
Il se compose de trois lunettes avec une visuelle de 305 mm de diamètre et 3 mètres de focale, et deux photographiques de 330 mm de diamètre et 3,5 mètres de focale (configuration dite « carte du ciel »). De nombreuses améliorations de l’instrument sont également réalisées pour transformer l’astrographe en un véritable instrument d’exception : l’adjonction d’un module optique de correction du chromatisme rehaussant les performances de la lunette astronomique au niveau des meilleurs objectifs apochromatiques modernes ; l’utilisation d’une tête binoculaire procurant un confort visuel et améliore le rendu des images ; l’usage de filtres UHC, H-bêta ou OIII, qui augmentent le contraste sur les objets faibles du ciel profond.
Dans les années 1990, la monture de l'astrographe fut équipée de moteurs pas-à-pas commandés par un ordinateur, permettant ainsi le pointage automatique. L’instrument devient aisément pilotable, et l’animation des soirées d’observation devient alors accessible, même à des utilisateurs ayant une connaissance rudimentaire du ciel et du maniement de l’instrument. Une caméra CCD fut également installée dans le foyer d’une des lunettes photographiques, afin que les visiteurs puissent voir l’astre visé par l’instrument en attendant de l'utiliser à leur tour.

#### Cercle et lunette méridienne
Destiné à l'astrométrie l'instrument méridien combine une lunette et un cercle gradué. L'une de ses utilisations peut être l’observation du passage d'une étoile dont on connaît déjà la position dans un plan méridien et qui, en l'associant à l'heure indiquée par une pendule traditionnelle, permet d'obtenir une « correction d'horloge », c'est-à-dire un écart quantifiable grâce auquel on peut déterminer avec précision l'heure actuelle,.

#### Équatorial coudé

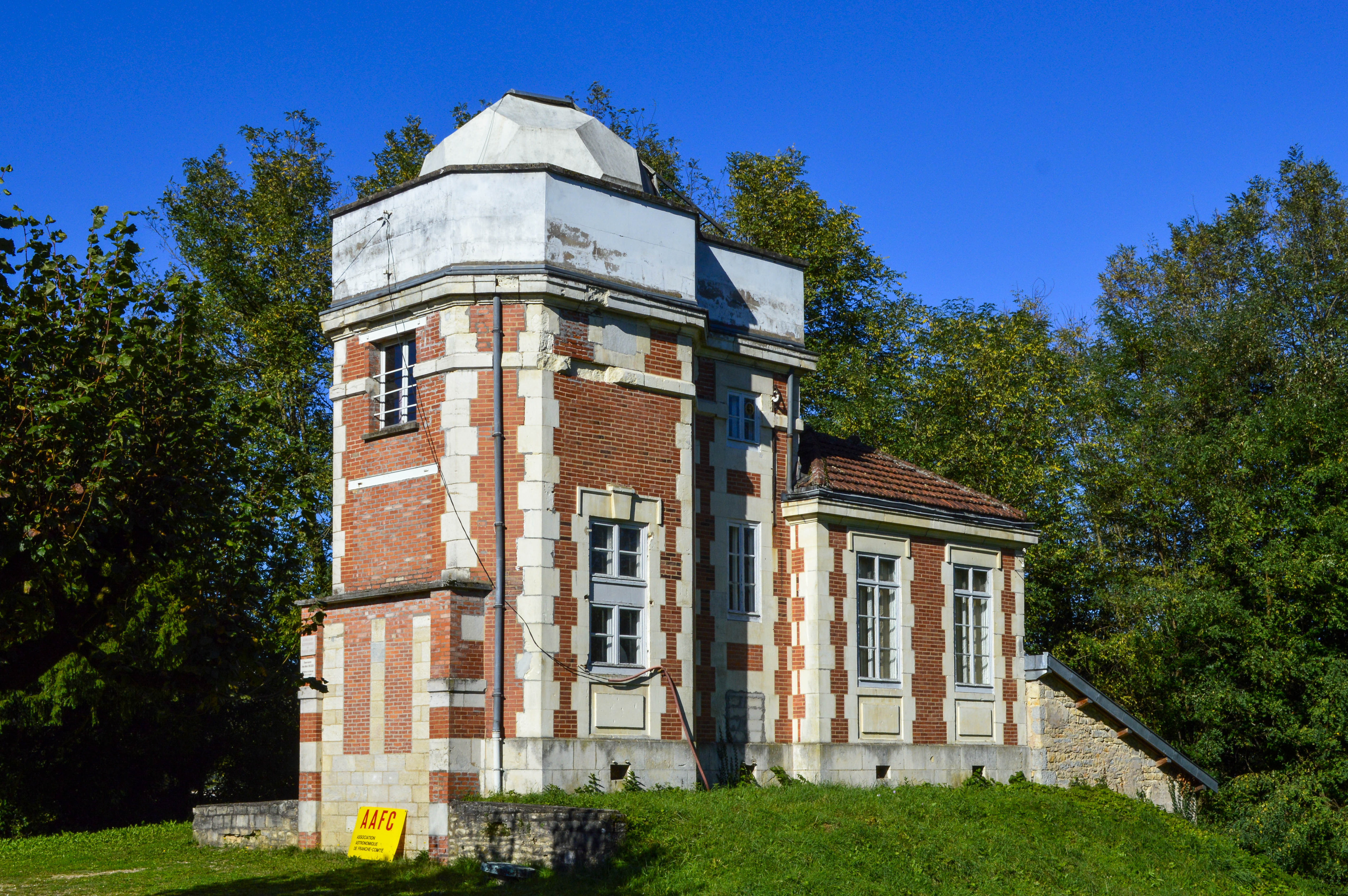
Pavillon de l'équatorial coudé.

Cette lunette repose sur le système Loewy et permet des observations extra-méridiennes. Elle possède un objectif de 330 mm de diamètre et de 6,40 m de focale. Elle offre un meilleur confort à l'observateur qui peut travailler assis dans une pièce chauffée au lieu d'être sous une coupole à la température extérieure.

#### Altazimut
C'est un instrument fabriqué par Gautier qui a été installé en 1890. Il reprend le principe du théodolite et permet de mesurer la hauteur d'une étoile au-dessus de l'horizon ainsi que son azimut. Il est actuellement conservé au musée du Temps.

### Météorologie
À partir de décembre 1881, l'observatoire sera chargé de livrer des bulletins météorologiques quotidiens. Il s’appuiera dans un premier temps sur un réseau de correspondants ainsi que sur des mesures effectuées à l'aide de baromètres, de thermomètres, d'un anémoscope, d'un anémomètre et d'un électromètre.
Ce service deviendra plus tard une station autonome administrée par Météo-France.

### Chronométrie

Le tampon de certification reprenant le poinçon à tête de vipère.

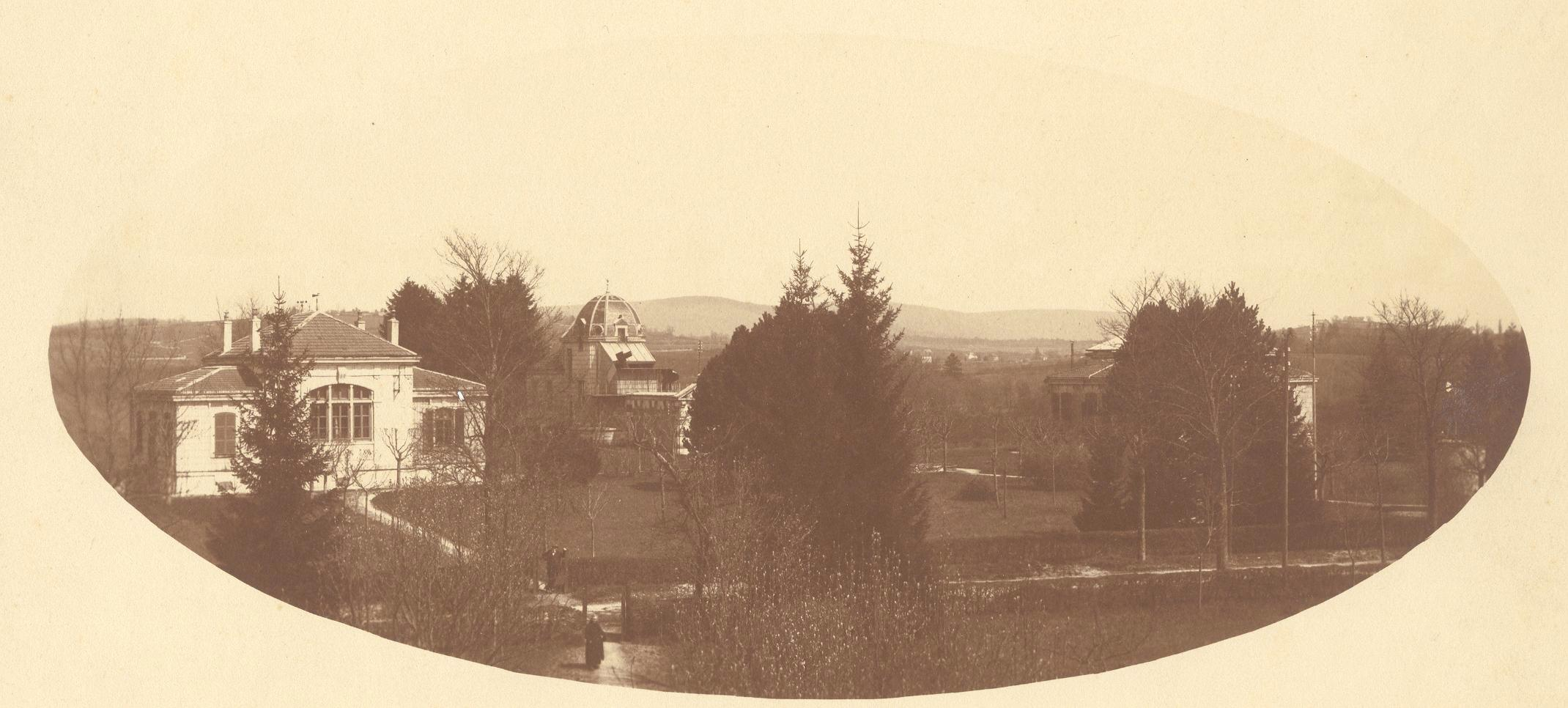
Vue générale de l'observatoire, à la fin du XIX

Depuis 1885 l'une des principales missions de l'observatoire est de définir l'heure exacte et de la transmettre à la ville de Besançon. En se basant sur des observations faites à l'aide de la lunette méridienne de Gautier et une pendule astronomique Fénon, l'heure peut être communiquée par télégraphe à la mairie puis distribuée grâce à un réseau d'horloges publiques synchronisées.
Aussi, l'observatoire est habilité à délivrer des « bulletins de marche » aux pièces d'horlogerie qui lui sont présentées. Un rigoureux procédé de qualification est déterminé, afin d'observer les écarts de marche des montres selon toutes les conditions. Sur une période d'un mois, ces dernières sont placées dans de multiples positions et disposées dans des étuves et des glacières afin de mesurer leur régularité. Seules les montres ne déviant que très peu se voient remettre le titre de « chronomètre ».
Dès 1888 débutera un concours de chronométrie annuel auquel les fabricants bisontins peuvent participer et à partir de décembre 1897 un poinçon « à tête de vipère » sera apposé sur les montres ayant reçu un bulletin de marche.
En un an, entre avril 1964 et mars 1965, près de 10 233 montres seront ainsi contrôlées.
Une première horloge atomique au césium sera installée en 1969 et l'observatoire se tourne vers la métrologie du temps et des fréquences en participant à la mesure du « temps atomique international ».

À l'heure actuelle, à l'instar du COSC suisse et de l'observatoire privé de Glashütte en Allemagne, l'Observatoire de Besançon est autorisé à certifier du fonctionnement des montres selon la norme ISO 3159 relative à l'obtention du titre de "chronomètre" pour une montre mécanique et participe à l'organisation d'épreuves du Concours international de chronométrie,. 

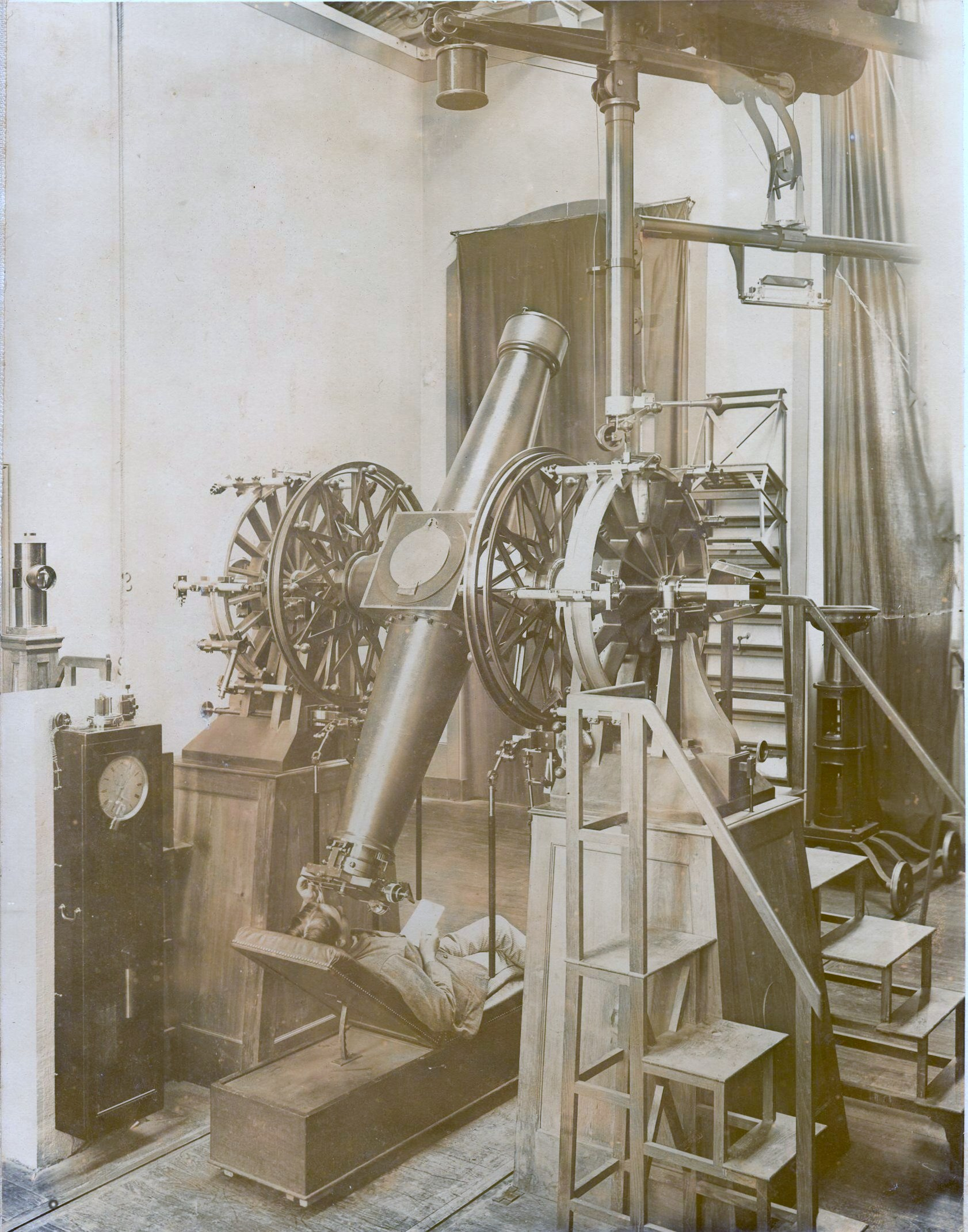
La lunette méridienne (XIXe siècle).
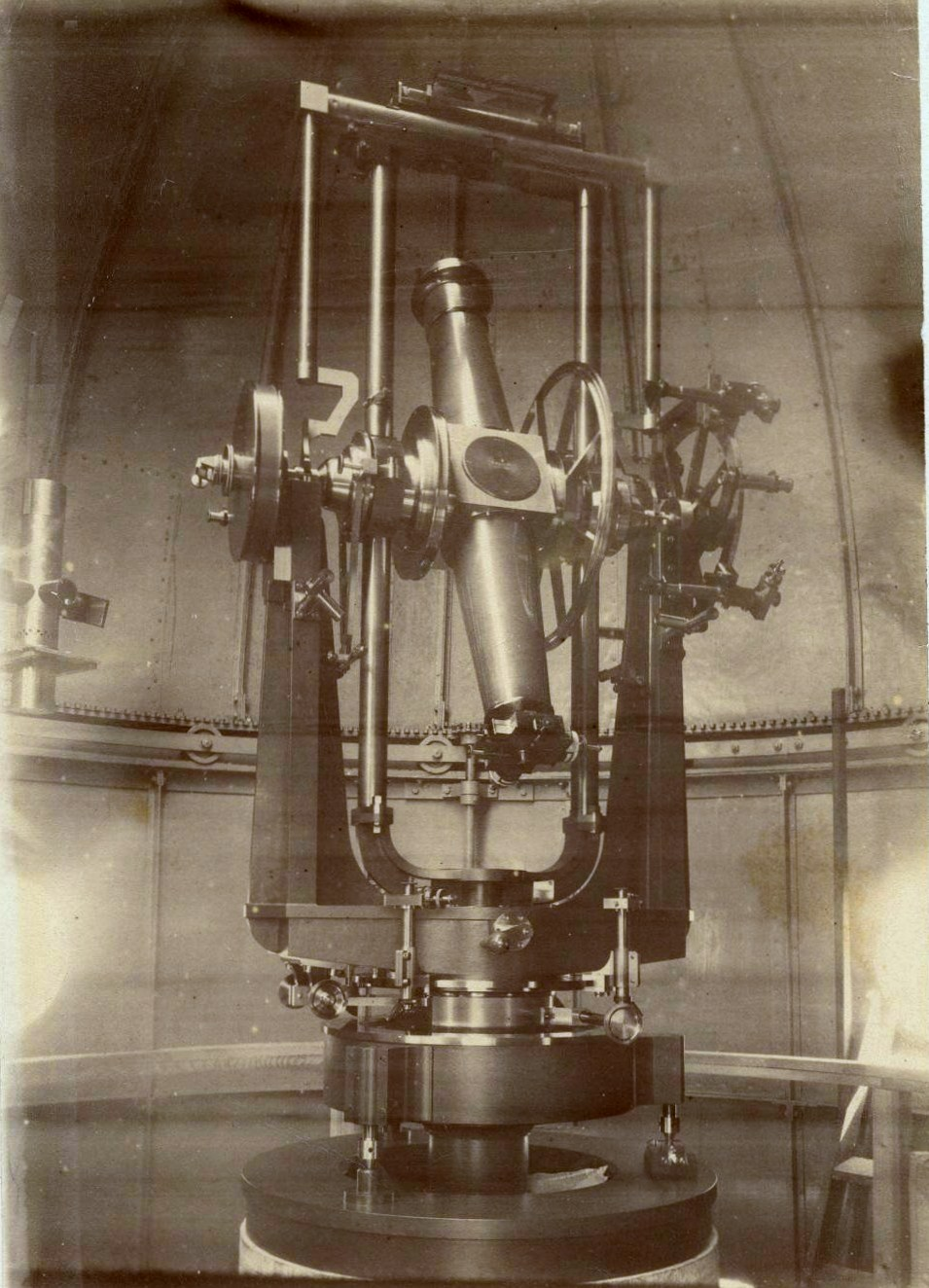
L'altazimut (XIXe siècle).
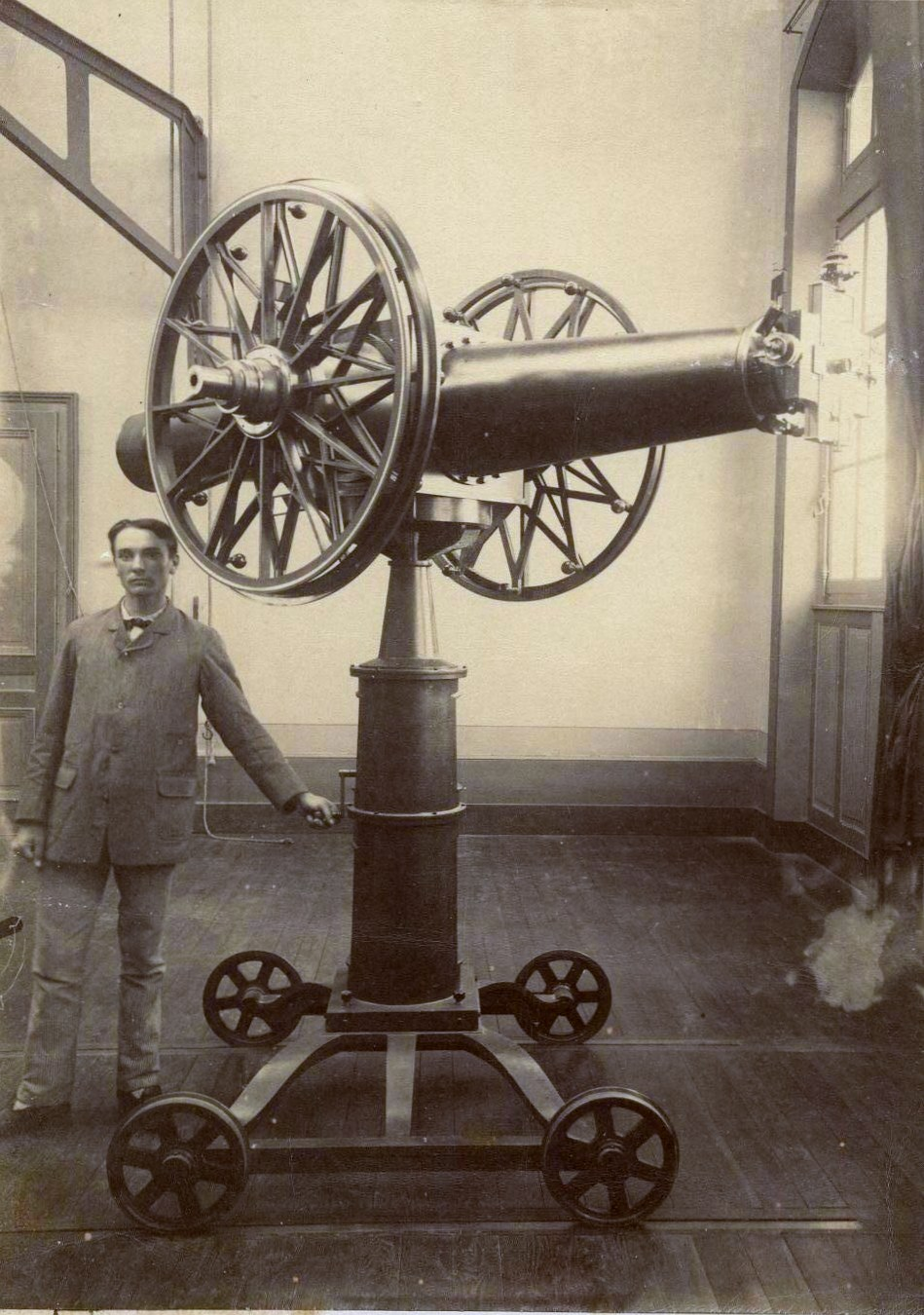
Machine à retournement (XIXe siècle).
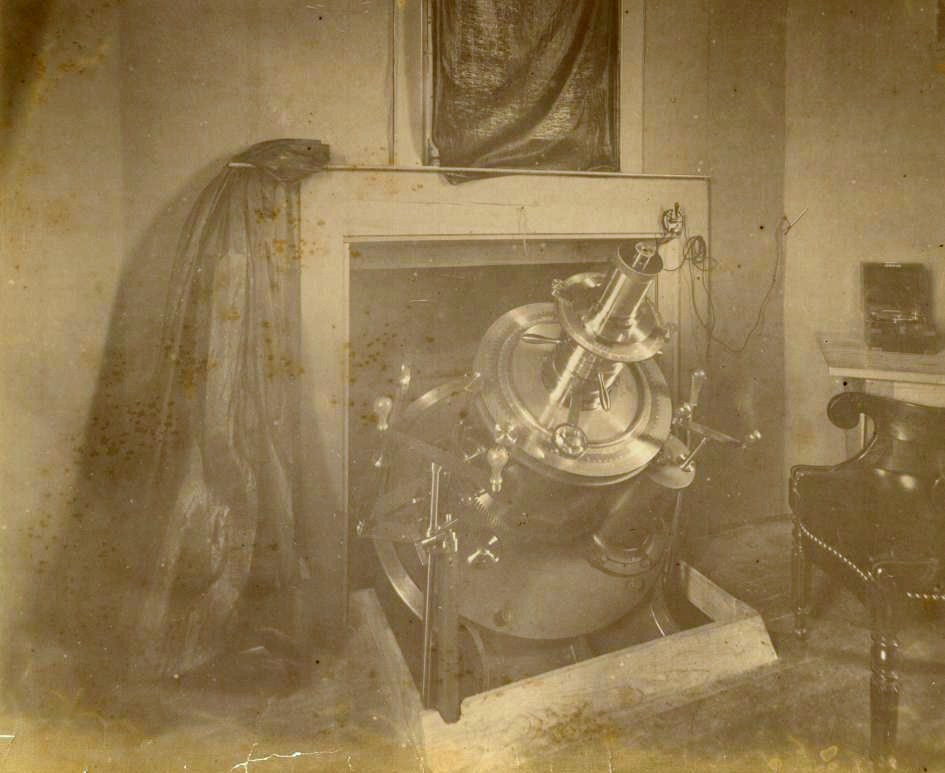
L'équatorial coudé (XIXe siècle).